# Le Pont-de-Claix
 Le Pont-de-Claix  es una población y comuna francesa, en la región de Ródano-Alpes, departamento de Isère, en el distrito de Grenoble y cantón de Vif.

## Demografía
| 4914 | 9790 | 12 746 | 11 787 | 11 871 | 11 612 |
| Para los censos de 1962 a 1999 la población legal corresponde a la población sin duplicidades (Fuente: INSEE [Consultar]) |      |        |        |        |        |